# 2024年ケルマーン自爆テロ事件

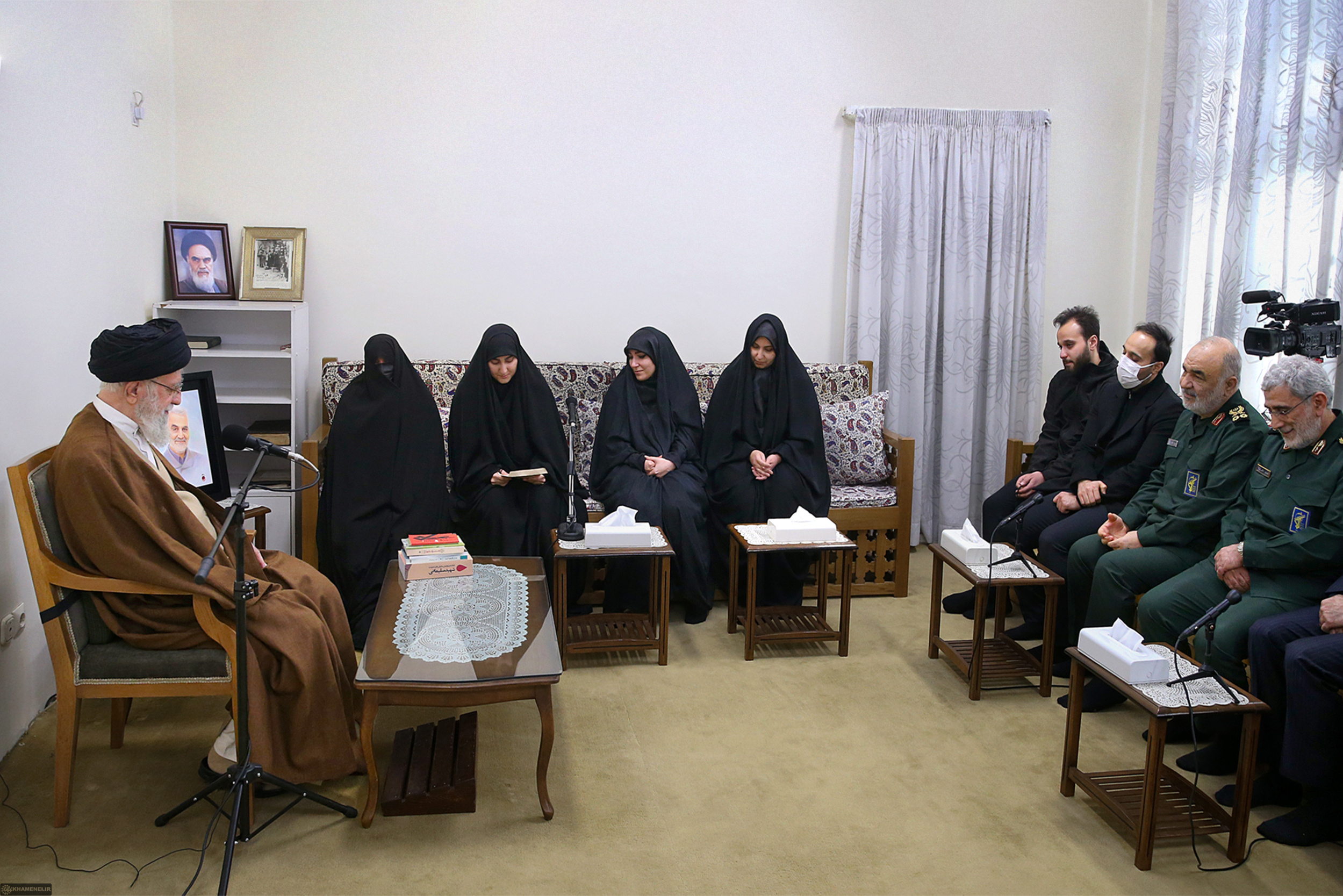
最高指導者アリー・ハーメネイー師が、爆撃の2日前にガーセム・ソレイマーニーの家族と会見

2024年ケルマーン自爆テロ事件は、2024年1月3日、イラン東部のケルマーンにあるガーセム・ソレイマーニーの墓で行われた追悼式典にて、2度の爆発が起きた事件。少なくとも95人が死亡し、284人が負傷した。イラン政府はこの事件をテロ攻撃と宣言した。この事件は1978年のシネマ・レックス攻撃以降では、イラン国内で最も多くの犠牲者を出したテロ事件となった。翌日、スンニ派過激派グループであるISILが犯行声明を出した。ロイター通信によると、アメリカ合衆国の情報機関はこの攻撃がISILのアフガニスタン支部であるISKPによって行われたと結論付けた。